# Політичні партії Норвегії
Норвегія має багатопартійну систему з великою кількістю політичних партій і рухів, в якій жодна партія не може з легкістю отримати більшість у парламенті з 169 депутатськими мандатами. Політичні сторони змушені співпрацювати для формування коаліційних урядів.

## Історія парламентаризму

#### 1884—1905 рр
Найдавнішою політичною партією в Норвегії є Ліберальна партія «Венстре», яка була створена в 1884 році. Незабаром після цього була сформована опозиційна Консервативна партія «Хейре». Головним політичним розмежуванням в той час було питання парламентаризму, з лібералами, які його підтримували, і консерваторами в опозиції. До 1903 року Норвегія була двопартійною системою; невелика «Партія помірних лібералів» приєдналася до консерваторів з виборів 1881 року.

#### 1905—1945
У перші роки 20-го століття відбулися великі електоральні зміни. У 1903 році ліва Лейбористська партія отримала перші п'ять місць після того, як зафіксувала 10 % загальнонаціональних голосів. Для виборів 1921 року колишня дворівнева одномандатна районна система була замінена пропорційним представництвом, що дозволило отримати додаткові здобутки середнім партіям, таким як Лейбористська та Фермерська, які були сформовані минулого року. У 1927 році лейбористи піднялись на перше місце на національному рівні — позиція, яку вони тримали на кожних виборах з того часу. У 1928 році вони сформували свій перший уряд, припинивши постійну зміну влади між лібералами та консерваторами. Однак цей уряд, очолюваний Крістофером Хорнсрудом, був недовговічним; він протримався всього 18 днів. Фермерська партія тимчасово перебувала в уряді у період з 1931 по 1933 р. на чолі з Педером Колстадом та Йенсом Хандсі. Незважаючи на підйом раніше незначних партій, ліберали та консерватори зберегли значення, а Йоган Людвіг Мовінкель (1933—1935 рр.) став останнім прем'єр-міністром — лібералом. З початком Другої світової війни Йоган Нюгорсвольд з Лейбористської партії служив де-юре прем'єр-міністром протягом десятиліття, з 1935 по 1945 рік.
Під час нацистської окупації Норвегії політична опозиція до колабораціоністського режиму Відкуна Квіслінга та партії «Національна єдність» (нор. «Нашунал Самлінг») була замовчувана та переслідувана; Кабінет Нюгорсвольда емігрував в Лондон у 1940 році і не повертався до 1945 року.

#### 1945—2001 рр
З перших післявоєнних виборів у 1945 році до виборів 1961 року Лейбористська партія мала абсолютну більшість у парламенті, а її лідер Ейнар Ґерхардсен виступав у ролі прем'єр-міністра 17 років і 17 днів. Більшу частину цього періоду Норвегія мала систему з домінуючою партією, з розділеною опозицією, яка складається з лібералів, консерваторів, центристів, християнських демократів, а часом і комуністів, які не могли поєднатись з лейбористами. Спочатку в 1963 році, після настання справи компанії Kings Bay, консерватор Йон Лінг зміг взяти владу за підтримки інших несоціалістичних груп. З поступовим занепадом лейбористської партії такі представники опозиції, як Пер Бортен (центрист), Ларс Корвалд (християнський демократ) та Кер Віллох були прем'єр-міністрами у різних періодах протягом останньої половини ХХ століття. У 1973 р. з'явились анти-істеблішментові партії, такі як Партія Андерса Ланге та Соціалістична виборча ліга, які пізніше стали правою Партією прогресу та Соціалістичною лівою партією. Обидві ці групи залишалися відносно ізольованими на політичній арені на наступні десятиліття; Соціалістичні ліві не входили до уряду до 2005 року, тоді як Партія прогресу не була включена до правоцентристського пакту до 2013 року.

#### 2001- Сьогоднішній день
На парламентських виборах 2001 року відбувся крах Лейбористської партії над несоціалістичними партіями; вони отримали лише 24 % голосів — втративши 11 балів — проти 21 % для консерваторів Яна Петерсена. Недовговічний Кабмін Столтенберга, уряд лейбористів, який працював з 2000 року, відійшов на користь правоцентристської коаліції лібералів, консерваторів та християнських демократів під керівництвом християнського демократа Х'єля Магне Бунневіка. Після виборів 2005 року лівоцентристська коаліція червоних-зелених, отримала більшість у парламенті, а Єнс Столтенберг повертається як прем'єр-міністр до 2013 року.
Останні вибори забезпечили блоку консервативної Ерни Сольберг явну парламентську більшість, 96 із 169 місць в парламенті. Вона утворила уряд з Партією прогресу Сів Єнсен, розриваючи десятирічну ізоляцію останньої від інших правоцентристських партій.

## Парламентські партії
| Партія | Партія | Партія                                         | Ідеологія                 | Позиція       | Лідер                                                               | Афіліат | Афіліат | Парламент | Парламент |
| Партія | Партія | Партія                                         | Ідеологія                 | Позиція       | Лідер                                                               | Світ    | Європа  | Місця     | Частка    |
| ------ | ------ | ---------------------------------------------- | ------------------------- | ------------- | ------------------------------------------------------------------- | ------- | ------- | --------- | --------- |
|        | AP     | Лейбористська Arbeiderpartiet                  | Соціал-демократія         | Лівоцентризм  | Йонас Гар Стере Jonas Gahr Støre                                    | PA      | PES     | 48 / 169  | 26,4 %    |
|        | H      | Консервативна Høyre                            | Ліберальний консерватизм  | Правоцентризм | Ерна Сольберг Erna Solberg                                          | IDU     | EPP     | 36 / 169  | 25,0 %    |
|        | Frp    | Прогресивна Fremskrittspartiet                 | Консервативний лібералізм | Праві         | Сів Єнсен Siv Jensen                                                | —       | —       | 21 / 169  | 15,2 %    |
|        | Sp     | Центристська Senterpartiet                     | Аграризм                  | Центризм      | Трюгве Слагсвольд Ведум Trygve Slagsvold Vedum                      | —       | —       | 28 / 169  | 10,3 %    |
|        | SV     | Соціалістична ліва Sosialistisk Venstreparti   | Демократичний соціалізм   | Ліві          | Одун Лісбаккен Audun Lysbakken                                      | —       | NGLA    | 13 / 169  | 6,0 %     |
|        | V      | Ліберальна Venstre                             | Лібералізм                | Центризм      | Тріне Скай Гранде Trine Skei Grande                                 | LI      | ALDE    | 8 / 169   | 4,4 %     |
|        | KrF    | Християнсько-демократична Kristelig Folkeparti | Християнська демократія   | Центризм      | Кнут Арільд Гарейде Knut Arild Hareide                              | CDI     | EPP     | 3 / 169   | 4,2 %     |
|        | MdG    | Зелені Miljøpartiet de Grønne                  | Зелена політика           | Лівоцентризм  | Расмус Хенссон Rasmus Hansson, Уне Айне Бастгольм Une Aina Bastholm | GG      | EGP     | 3 / 169   | 3,2 %     |
|        | R      | Червоні Rødt                                   | Комунізм                  | Крайні ліві   | Бйорнар Мокснес Bjørnar Moxnes                                      | —       | —       | 8 / 168   | 2,4 %     |

Штаб-квартири провідних норвезьких політичних партій в Осло
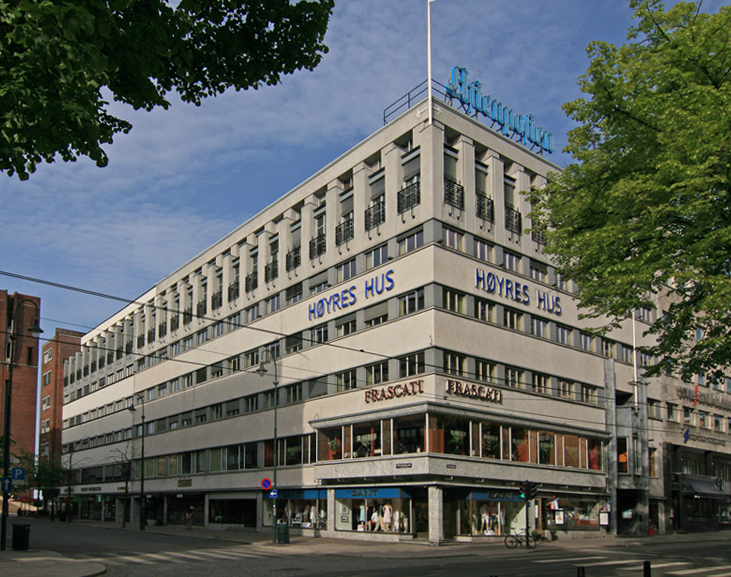
Консервативної партії
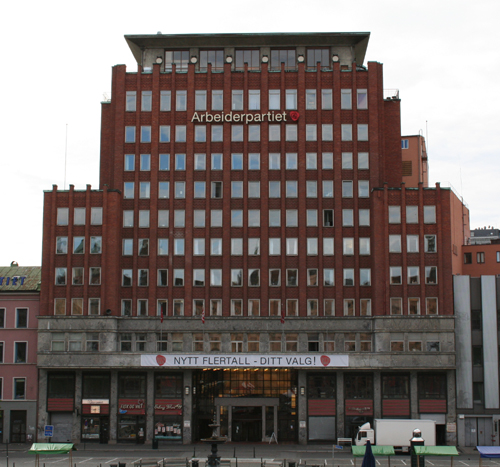
Лейбористської партії
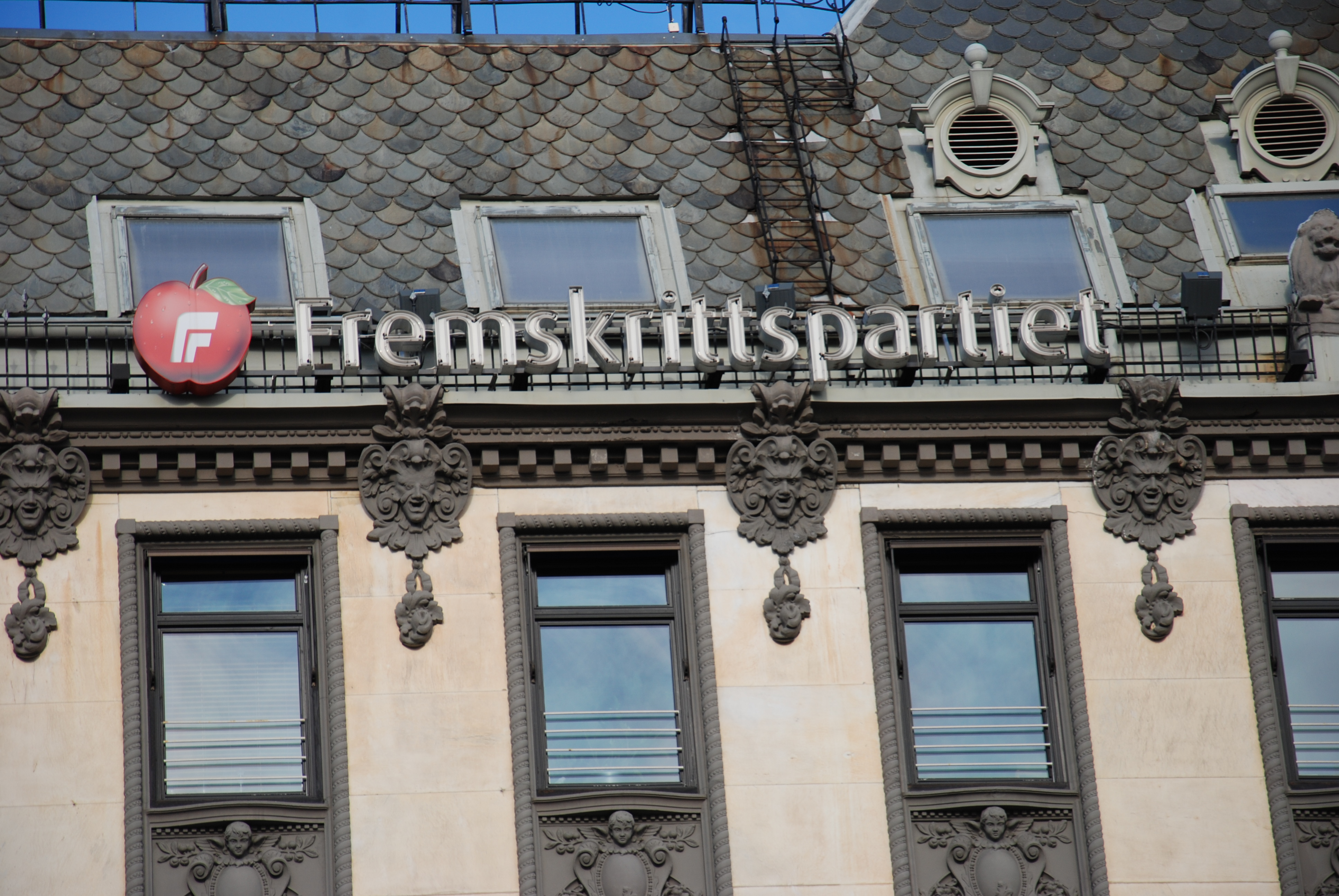
Прогресивної партії
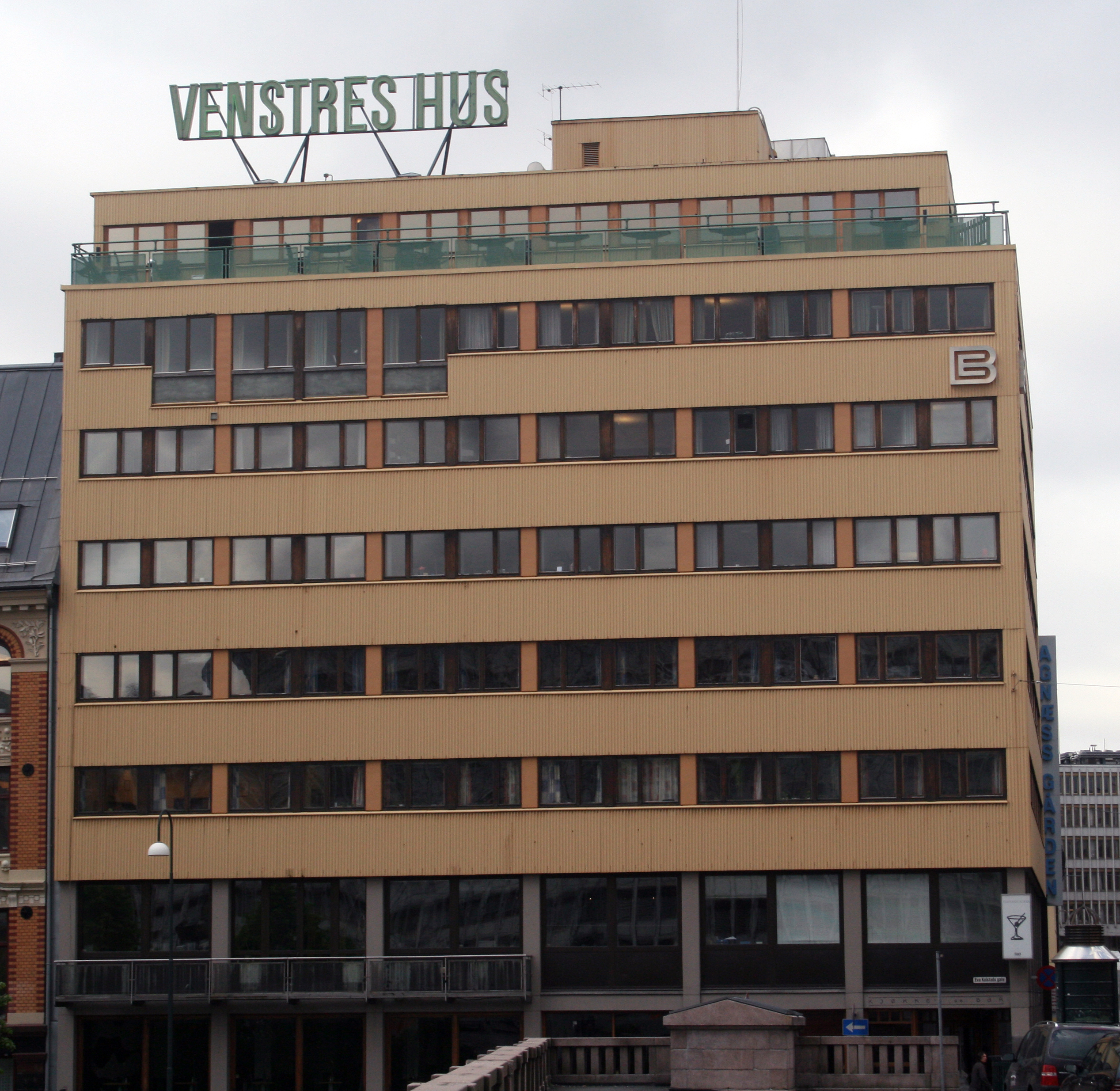
Ліберальної партії
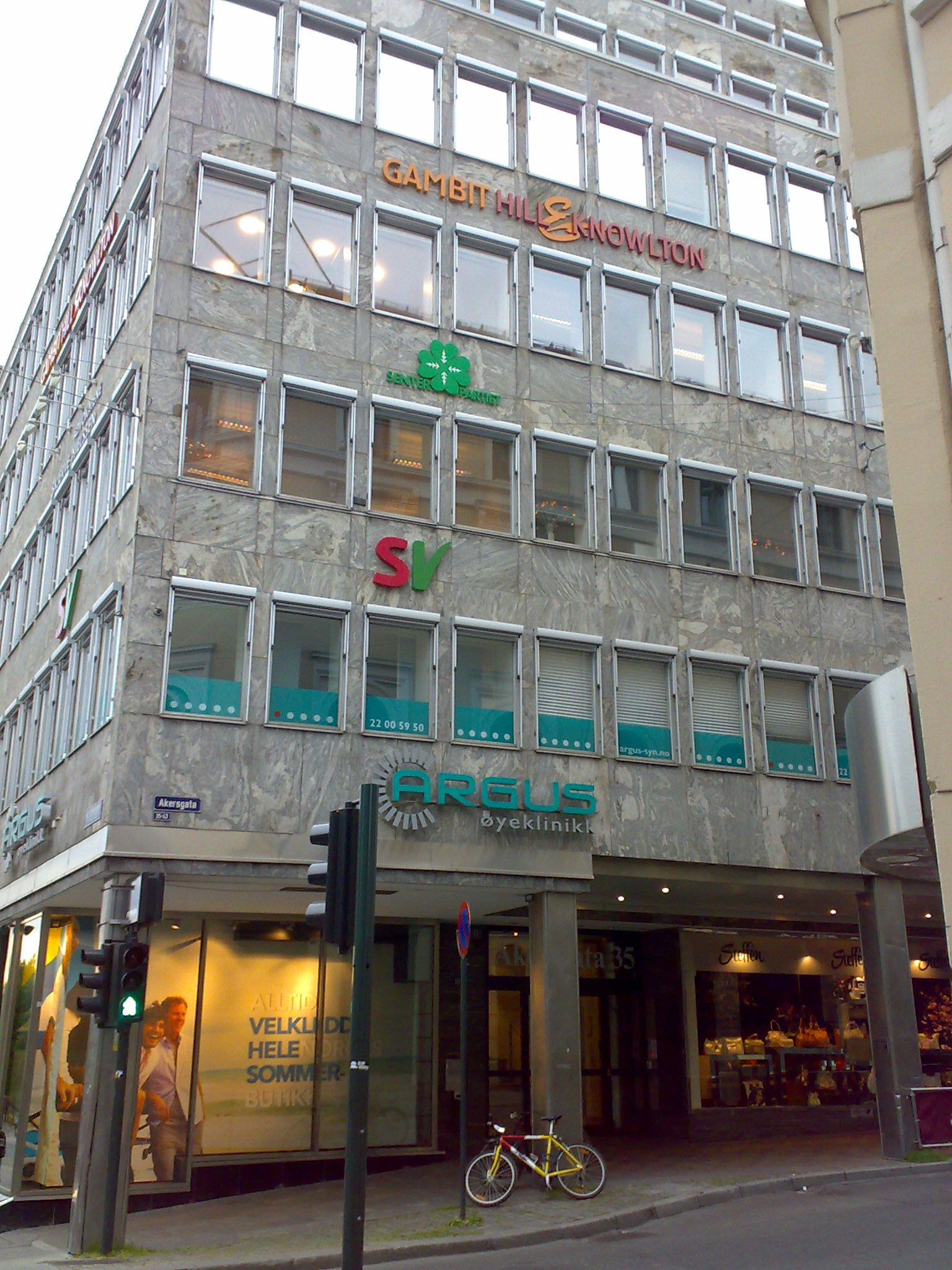
Центристської і соціалістичної лівої партій

## Непарламентські партії
| Українська назва             | Норвезька назва            | Позиція                                          | Лідер                   | Міжнародна приналежність                               | Парламентські вибори 2017 | Члени міських рад (2015 р.) |
| ---------------------------- | -------------------------- | ------------------------------------------------ | ----------------------- | ------------------------------------------------------ | ------------------------- | --------------------------- |
| Партія пенсіонерів           | Pensjonistpartiet          | Соціал-консерватизм                              | Ейнар Лонштад           | Відсутня                                               | 0.4 %                     | 3                           |
| Християнська партія          | Partiet De Kristne         | Християнські праві                               | Ерік Селле              | Відсутня                                               | 0.4 %                     | 0                           |
| Партія здоров'я              | Helsepartiet               | Відсутня                                         | Ліза Асквік             | Відсутня                                               | 0.4 %                     | 0                           |
| Капіталістична партія        | Liberalistene              | Класичний лібералізм, Laissez-faire              | Арнт Рун Флештед        | Міжнародний альянс лібертаріанських партій             | 0.2 %                     | 0                           |
| Демократи Норвегії           | Demokratene i Norge        | Правий популізм, націонал-консерватизм           | Елізабет Ру Стренкбо    | Відсутня                                               | 0.1 %                     | 1                           |
| Піратська партія             | Piratpartiet               | Піратська політика                               | Ейстейн Якобсен         | Піратський інтернаціонал, Європейська піратська партія | 0.1 %                     | 0                           |
| Альянс                       | Alliansen                  | Націоналізм                                      |                         | Відсутня                                               | 0.1 %                     | -                           |
| Берегова партія              | Kystpartiet                | Націонал-консерватизм                            | Бенгт Стабрун Йохансен  | Відсутня                                               | 0.1 %                     | 1                           |
| Феміністична ініціатива      | Feministisk Initiativ      | Фемінізм                                         | Кетрін Лінн Крістіансен | Відсутня                                               | 0.0 %                     | 0                           |
| Комуністична партія Норвегії | Norges Kommunistiske Parti | Марксизм-ленінізм                                | Руна Евенсен            | Міжнародна рада комуністичних та робочих партій        | 0.0 %                     | 0                           |
| Партія цінностей             | Verdipartiet               | Соціал-консерватизм, християнський консерватизм  | Магне Херсвік           | Відсутня                                               | 0.0 %                     | 0                           |
| Північна асамблея            | Nordting                   | Інтереси жителів півночі Норвегії                | Амунд Сьолі Сьєн        | Відсутня                                               | 0.0 %                     | -                           |
| Партія суспільства           | Samfunnspartiet            | Анархізм                                         |                         | Відсутня                                               | 0.0 %                     | 0                           |
| Норвезька партія             | Norgespartiet              | Націоналізм                                      | Ларс Ренбек             | Відсутня                                               | 0.0 %                     | -                           |
| Ліберально-народна партія    | Det Liberale Folkepartiet  | Класичний лібералізм, Laissez-faire, Об'єктивізм | Вегард Мартінсен        | Відсутня                                               | -                         | 0                           |
| Саамська народна партія      | Samefolkets Parti          | Інтереси саамського народу                       | Біргер Рандульф Німо    | Відсутня                                               | -                         | 0                           |

## Колишні партії
Основні / парламентські партії
- Центр (Centrum) (1893—1903)
- Коаліційна партія (Samlingspartiet) (1903-09)
- Ліберальна партія вільнодумців (Frisinnede Venstre) (1909-45)
- Майбутнє для Фіннмарка (Framtid for Finnmark) (1989-93)
- Робочідемократи / Радикальна народна партія (Arbeiderdemokratene / Radikale Folkeparti) (1906-36)
- Ліберальна народна партія (Det Liberale Folkepartiet) (1972-88)
- Поміркована Ліберальна партія (Moderate Venstre) (1888—1906)
- Національна єдність (Nasjonal Samling) (1933-45), колаборативна партія, як легальна партія — 1940-45, заборонена
- Червоний виборчий союз (Rød Valgallianse) (1973—2007)
- Соціал-демократична робоча партія Норвегії (Norges Socialdemokratiske Arbeiderparti) (1921-27)
- Соціалістична народна партія (Sosialistisk Folkeparti) (1961-76)
- Партія суспільства (Samfundspartiet) (1932-49)

Незначні партії
- Націонал-соціалістична робоча партія Норвегії (Norges Nasjonalsocialistiske Arbeiderparti) (1930-40), позапарламентська
- Вітчизняна Ліга (Fedrelandslaget) (1933-40 як політична партія)
- Демократична партія Норвегії (Norges Demokratiske Parti) (1965-с.79)
- Робоча комуністична партія (Arbeidernes Kommunistparti) (1973—2007), позапарламентська
- Реформаторська партія (Reformpartiet) (1974-75)
- Норвезький фронт / Національна народна партія (Norsk Front/Nasjonalt Folkeparti) (1975-91), позапарламентська
- Зупиніть імміграцію (Stopp Innvandringen) (1987-95)
- Християнська Консервативна партія (Kristent Konservativt Parti) (1989-98)
- Націонал-демократи (Nasjonaldemokratene) (1990-c.91)
- Вітчизняна партія (Fedrelandspartiet) (1990—2008), представництво у окрузі
- Партія природного права (Naturlovpartiet) (1993, остання активність 2001 рік)
- Нова коаліційна партія майбутнього (Samlingspartiet Ny Fremtid) (1993-98)
- Білий виборчий союз (Hvit Valgallianse) (1995-97)
- Непартійні депутати (Tverrpolitisk folkevalgte) (1997, остання активність 2009 рік)
- Норвезька народна партія (Norsk Folkeparti) (1999, остання активність 2003 рік)
- Національний Альянс (Норвегія) (1999—2006 роки)
- Партія політики (Det Politiske Parti) (2001)
- Реформаторська партія (Reformpartiet) (2004-09)
- Противники абортів (Abortmotstandernes Liste) (c.2005, остання активність 2009 рік)
- Вігрід (2008-09 як політична партія)